# Kafferosteri

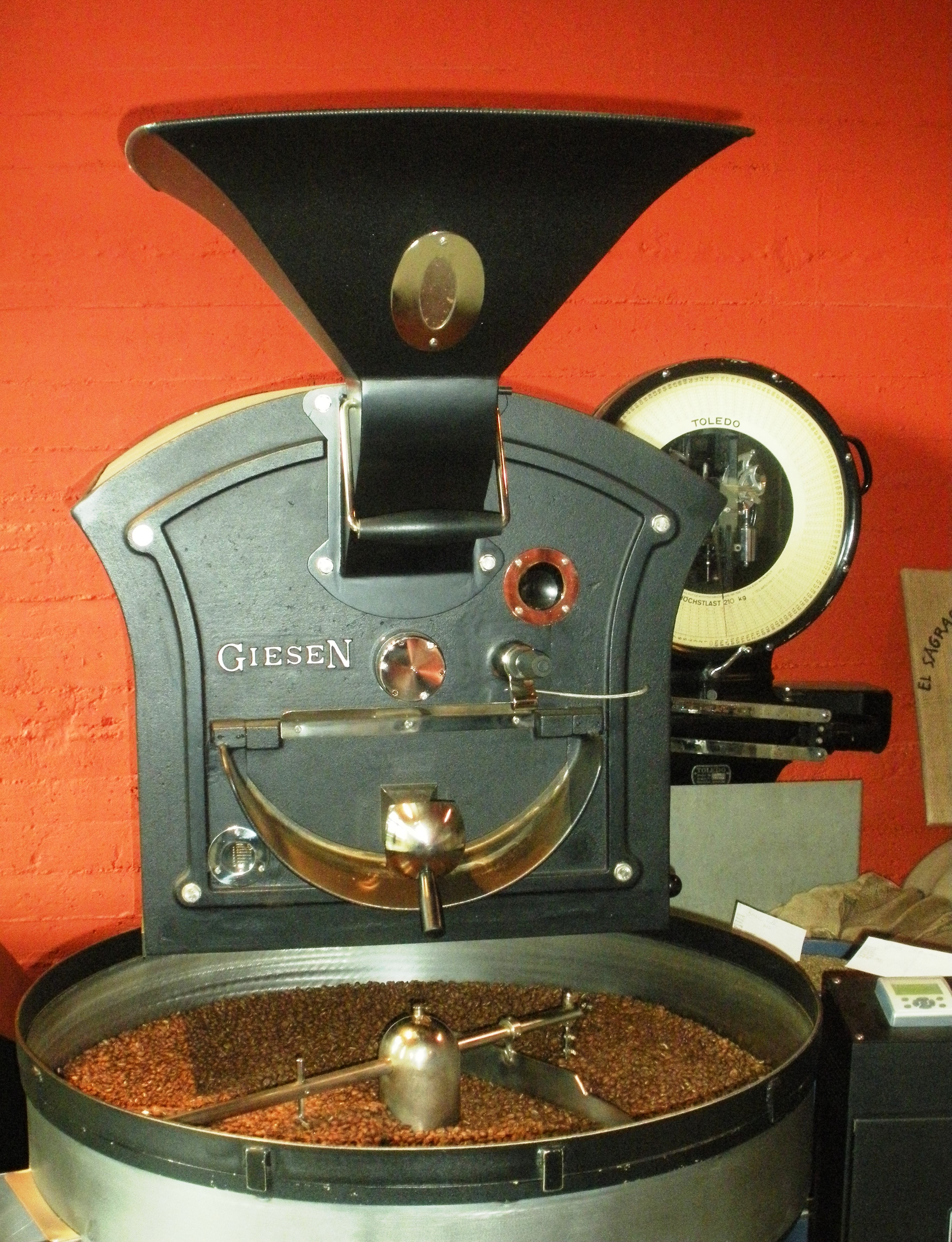
Kafferostningsmaskin

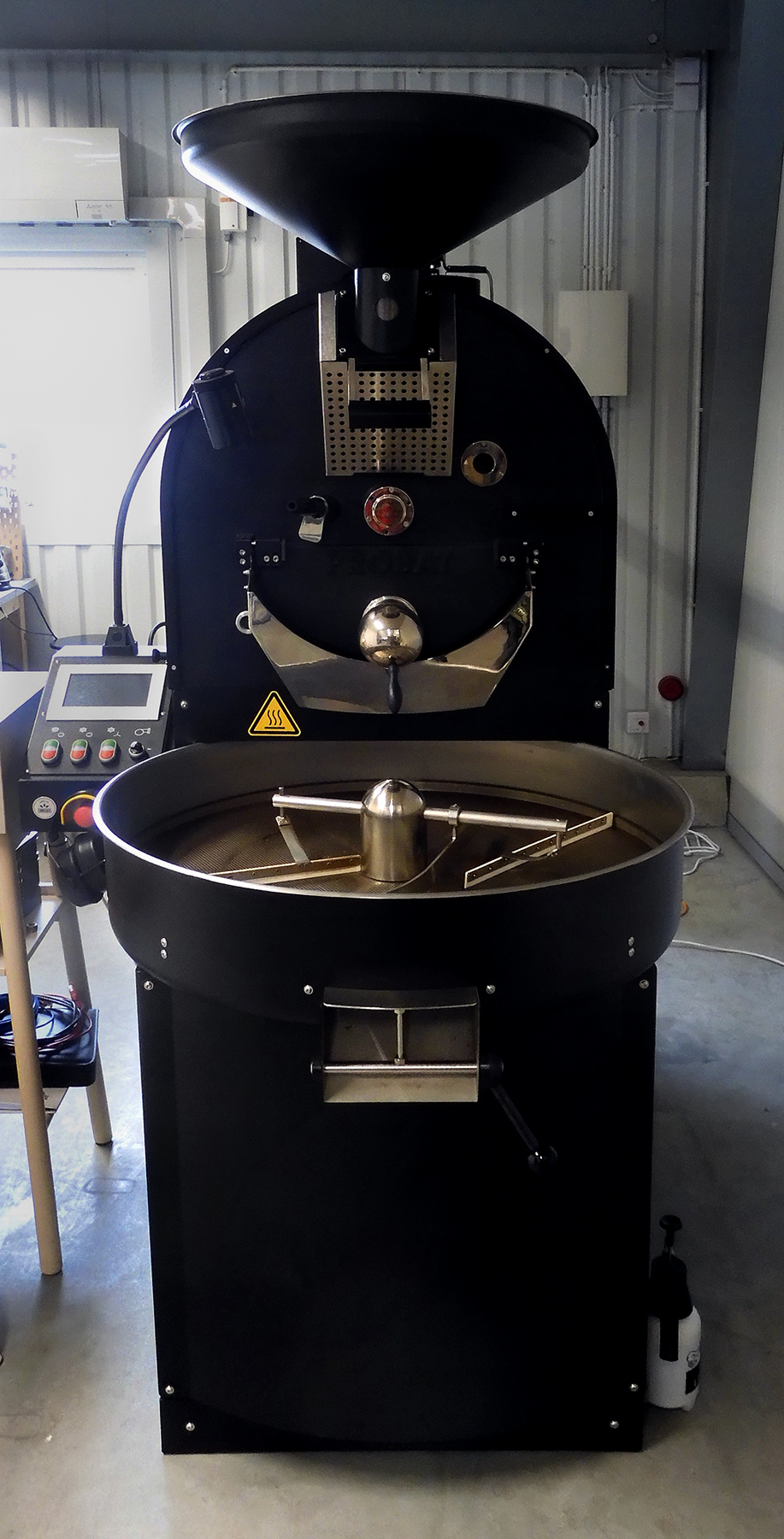
Maskin för rostning av kaffe, maskinen på bilden kan rosta upp till 10 kilo bönor i taget.

Ett kafferosteri är en anläggning där man rostar kaffebönor, vilket är ett led i processen för att framställa kaffe.

## Rostningsprocessen
Kafferostning förändrar de kemiska och fysiska egenskaperna hos de gröna kaffebönorna så att de blir rostade kaffe-produkter. Det är rostningen som åstadkommer den karaktäristiska kaffesmaken genom att göra så att de gröna kaffebönorna blir större och får annan färg, smak, doft och densitet. Orostade bönor innehåller likartade syror, proteiner och koffein som de som har rostats, men saknar smak. De måste utsättas för värme för att dessa kemiska reaktioner ska komma till stånd.
Eftersom grönt kaffe är mindre föränderligt än rostat kaffe är det vanligt att man väntar med rostandet till strax före användningen. På detta sätt minskar man den tid som kaffet är på väg och kan därmed lagerhålla det under längre tid totalt. En stor majoritet av världens kaffe rostas kommersiellt och i stor skala, men en del kaffedrickare rostar sitt kaffe hemma så att de kan få det färskt och styra vilken smak det ska få, genom att välja blandning av bön-typer.

## Mikrorosterier
Ett mikrorosteri är ett småskaligt kafferosteri: Dessa har ofta direktkontakt med odlarna och betalar ett flera gånger högre inköpspris än de större kafferosterierna för att främja utveckling av kvalitet, odlingsmetoder och arbetsvillkor för de anställda. Prisskillnaden kompenseras delvis av att man minimerar antalet mellanled i grossistkedjan.

## Kafferosterier

### Kafferosterier i Sverige
De svenska kafferosterierna har i flera fall tydligt regionala marknader. Exempel på detta är Lindvalls kaffe, med huvudsaklig spridning i Uppland, och Zoégas med huvudsaklig spridning i Skåne. Tills för ett par decennier sedan var dessa märken så gott som omöjliga att få tag på utanför sina hemmamarknader i Uppland respektive Skåne men detta har med tiden luckrats upp. En del av förklaringen till att kafferosterier förblivit inriktade på regionala marknader ligger i skillnader i dricksvattnets beskaffenhet i olika delar av Sverige. I Skåne med på sina håll hårt grundvatten dominerar mörkrostat kaffe då denna rostning fäller ut de smakaromer som annars inte skulle ha fällts ut om kaffet hade varit ljus- eller mellanrostat.

### Historiska kafferosterier
- KF:s kafferosteri i Nacka som producerade Cirkelkaffe (nedlagt 1995)